# Josep Salvany i Blanch
Josep Salvany i Blanch (4. prosince 1866, Martorell, Baix Llobregat – 28. ledna 1929, Barcelona) byl katalánský lékař a fotograf.

## Životopis
Vystudoval medicínu na univerzitě v Barceloně a etabloval se jako oční lékař. Současně vyvinul pozoruhodnou aktivitu v oblasti vědecké turistiky, která úzce souvisela s jeho zálibou ve fotografii. V říjnu 1887 vstoupil do Katalánského sdružení vědeckých exkurzí a v roce 1905 se připojil k Centre Excursionista de Catalunya. Exkurze, které uskutečnil, mu umožnily po celý život přednášet se silným dokumentárním duchem o památkách, krajině, vesnicích a vesničanech.
Kromě Katalánska cestoval také do španělských měst (v provinciích Zaragoza, Segovia a Madrid), na Baleárské ostrovy, Itálie, Francie, Belgie, Nizozemsko, Německo, Dánsko, Sýrie, Egypt, Palestina, Řecko, Malta atd., důkladně dokumentující na svých fotografiích.
Jako dobrý znalec fotografických technik a technologických novinek používal stereoskopickou fotografii, techniku mezi tehdejšími fotografy hojně používanou, a která spočívá v zachycení dvou simultánních fotografií pořízených s přibližným odstupem 63 mm. Pomocí speciálních hledáčků je získán trojrozměrný efekt.
Jeho fotografická sbírka je uložena v Katalánské knihovně a obsahuje asi 10 000 obrázků na pozitivech i negativech na stereoskopických skleněných deskách 6 x 13 cm, které představují ukázku sociální a kulturní kroniky Katalánska na počátku 20. století. Archiv obsahuje dva ručně psané deníky, které umožňují identifikovat název nebo popis každého obrázku. V současné době (2020) jsou jeho fotografie Josepa Salvanyho digitalizovány a lze je zhlédnout v Digitální paměti Katalánska (Memòria Digital de Catalunya).

## Galerie

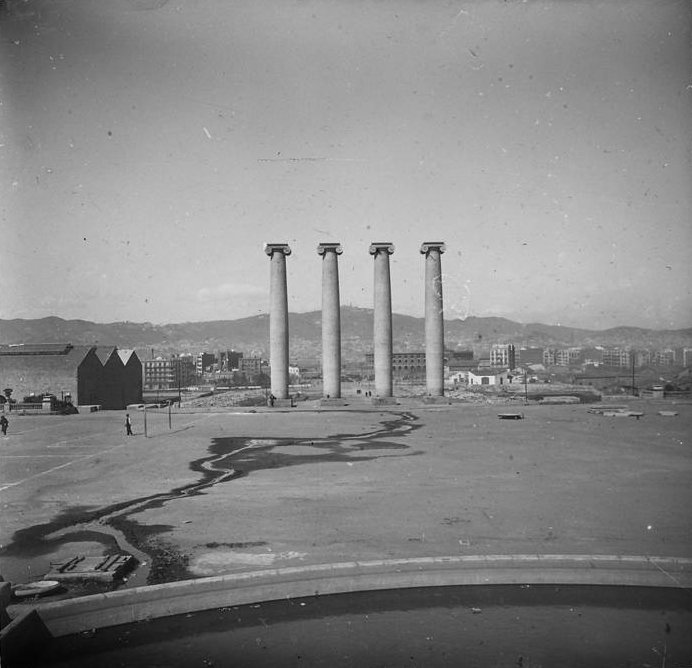
Čtyři sloupy Montjuic (1922)
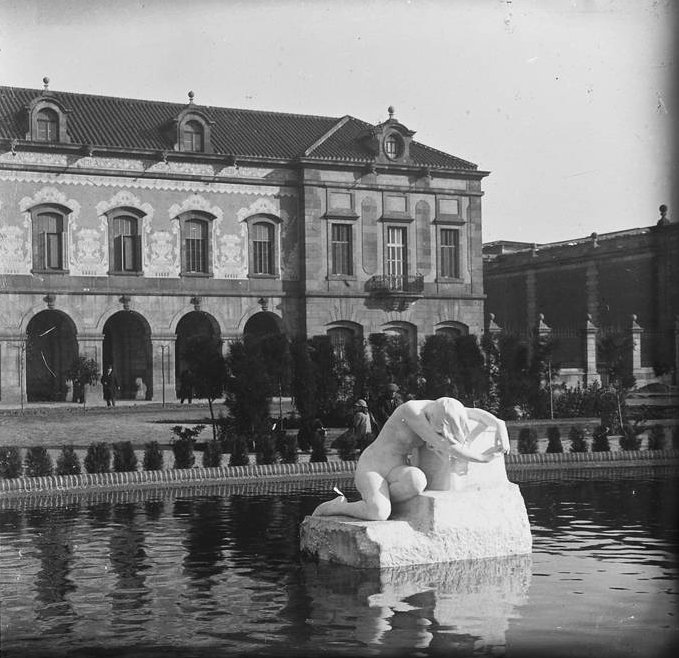
Escultura del Desconsol  (1918)
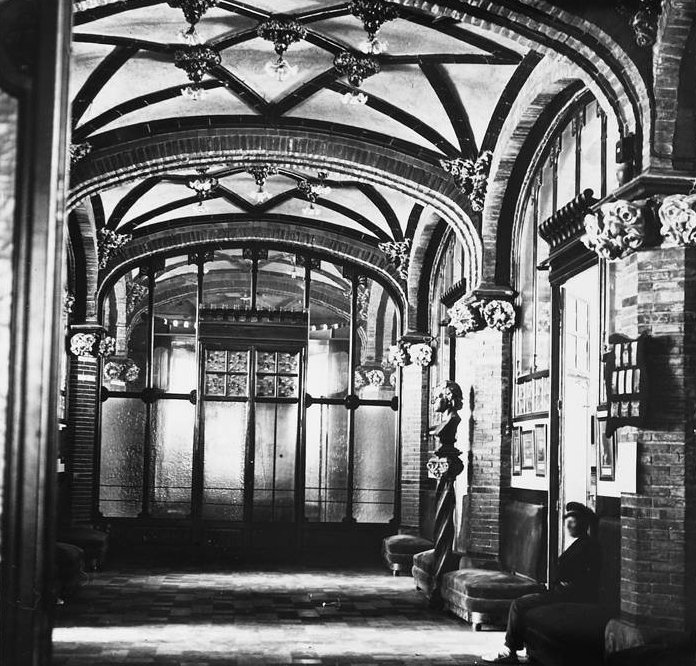
Chodba Palau de la Música v Barceloně (1913)
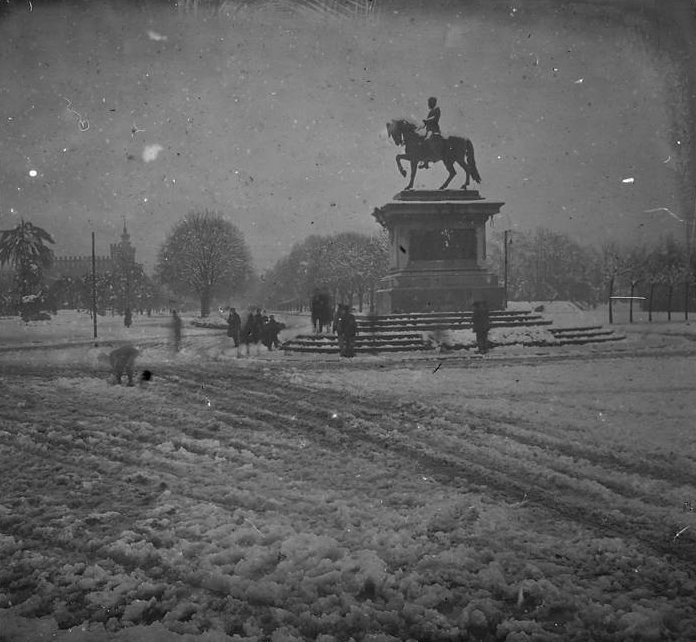
Zasněžený pomník generála Prima v parku Ciutadella (1921)
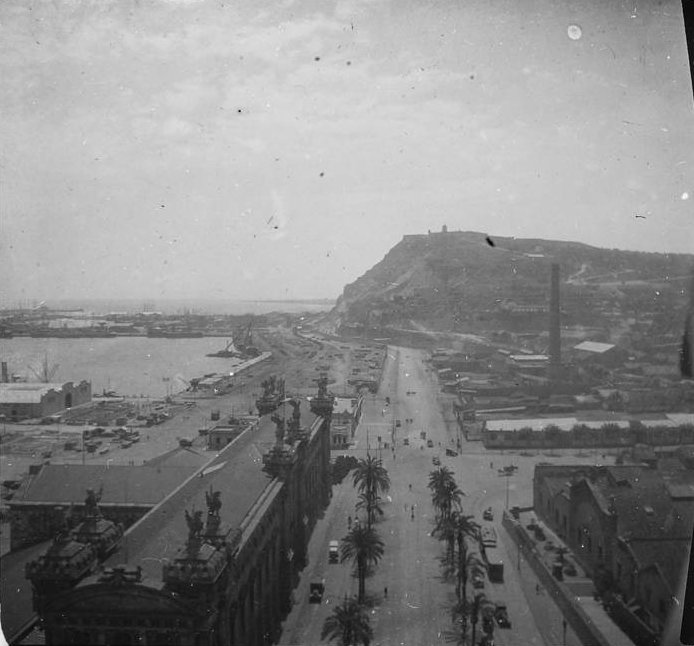
Pohled na Barcelonu od památníku Columba (1925)
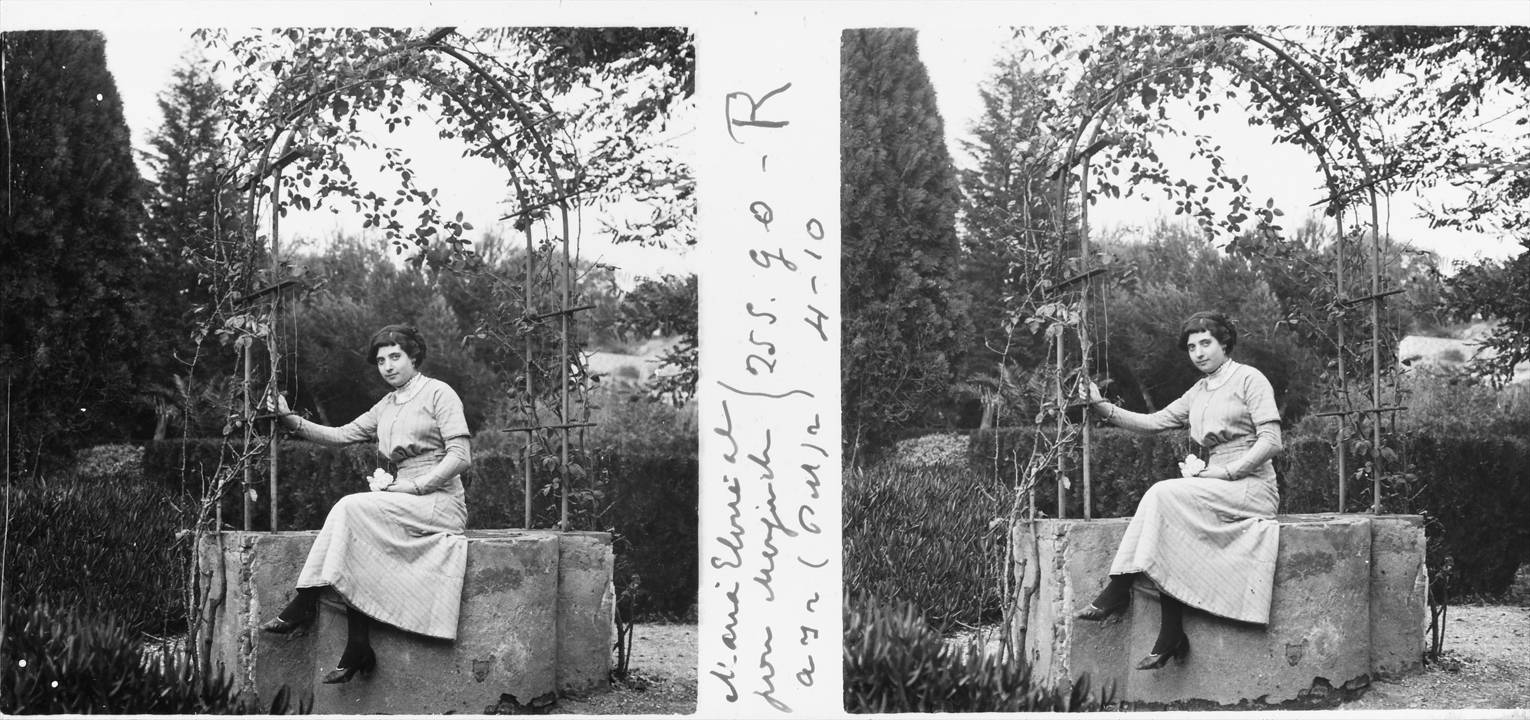
Elvira al pou de Montjuïc
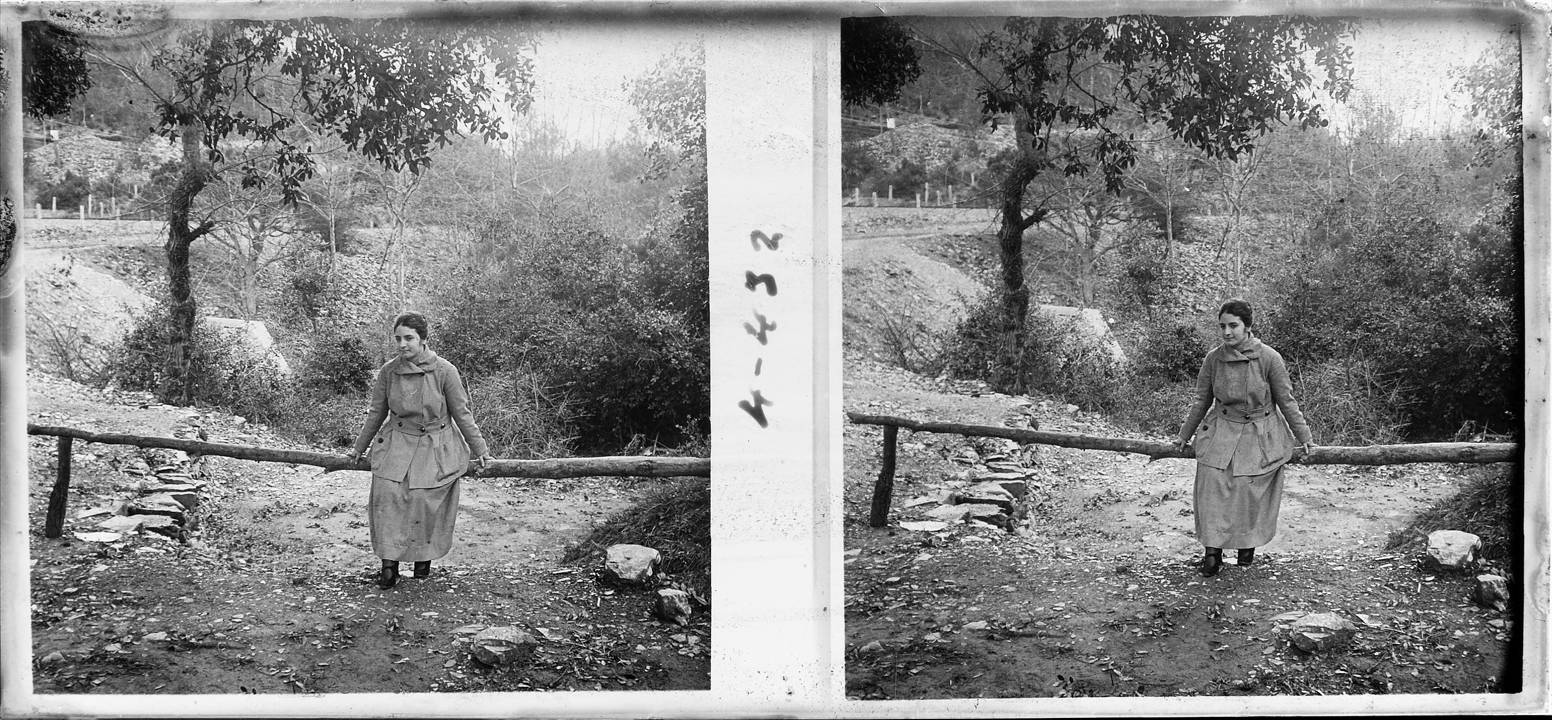
Retrat frontal de la Conchita Calonge a contrallum
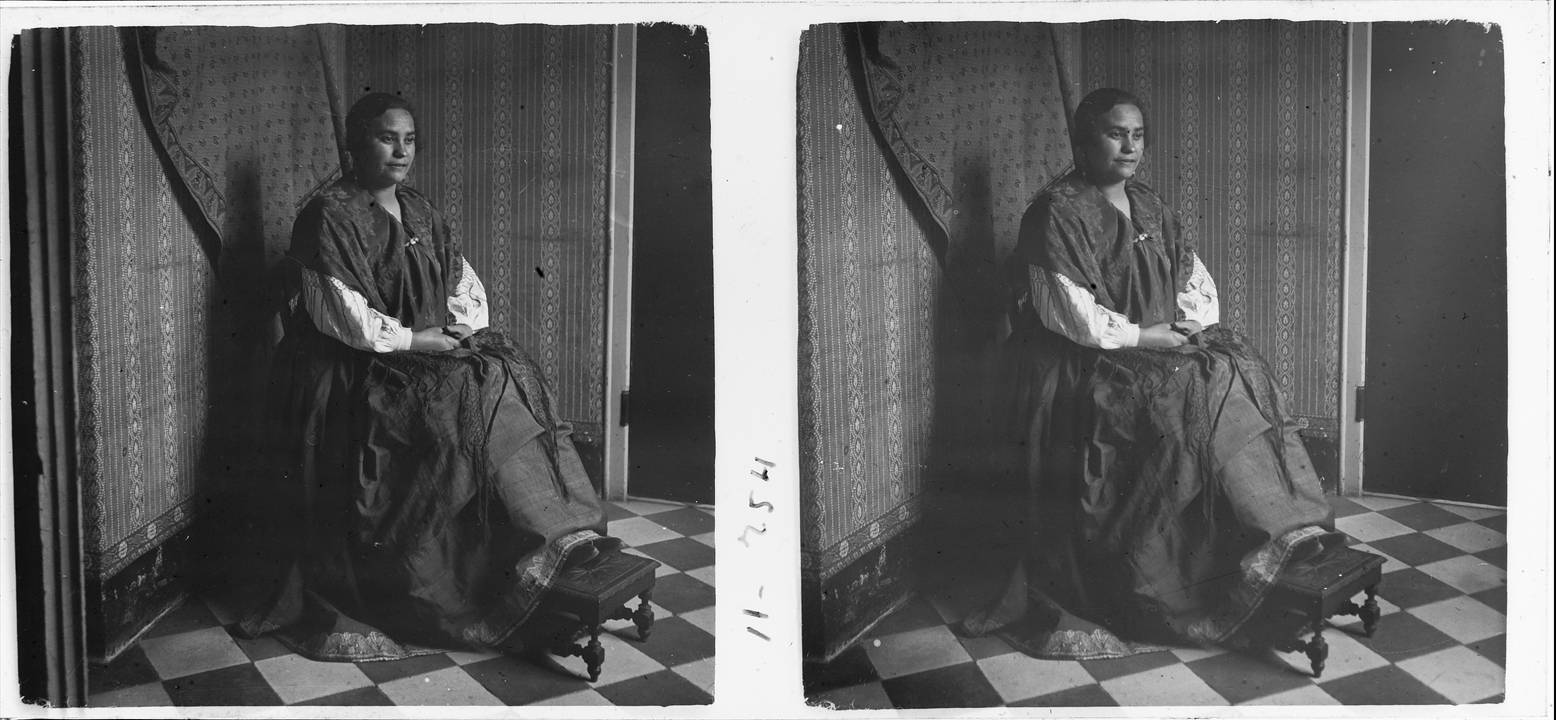
Retrat de la Carme Llop asseguda i vestida de pagesa